# Bius Utama
Bius Utama is een bestuurslaag in het regentschap Aceh Tengah van de provincie Atjeh, Indonesië. Bius Utama telt 320 inwoners (volkstelling 2010).